# Анжујци
Анжујци је назив за три различите династије, које су, свака у своје време, владале Енглеском, Ирском, Мађарском, Пољском, Напуљском краљевином, краљевином Сицилијом и Јерусалимом. Прва од анжујских династија владала је Енглеском од 1154. до 1485, тј. од Хенрија II Плантагенета до Ричарда III.

## Плантагенет
Првобитна кућа Анжу представљала је династију грофова Анжера у почетку 10. века. Када је изумрла мушка линија 1060. године представници династије по женској линији владали су француским покрајинама Анжуом и Меном у раном 12. веку. Постали су прва позната Анжујска династија. У браку Жофруе и Матилде, рођен је Хенри II Плантагенет, који ће у 12. веку успоставити енглеску династију Плантагенет. Имали су огранке Ланкастер и Јорк, а владали су следећим краљевствима, војводствима или грофовијама:
- Јерусалимско краљевство (1131—1205)
- Краљевство Енглеска (1154—1485)
- Војводство Нормандија (1144—1204. и 1415—1450)
- Гаскоња и Гвајана (1153—1453)

Своју оригиналну грофовију Анжу су изгубили 1206. године.

## Капет-Анжу (старија)
Друга династија се назива Капет-Анжу. Оснивач династије је Карло I Анжујски (Карло I Сицилијански), који је био старији брат француског краља Луја IX из династије Капет. Карло је био гроф Анжуа. 
Папа је помогао 1266. Карлу I Анжујском да постане краљ Сицилије, у замену за свргавање Хоенштауфоваца. Карло је морао при томе обећати да се неће мешати у послове цркве и Светог римског царства.
Побуном грађана Сицилије, званом Сицилијанска вечерња 1282. Карло I Анжујски је био протеран са Сицилије, али његови наследници су наставили владати Напуљском краљевином све до 1435. године.
Кућа Капет-Анжу има гране:
1. Анжу-Мађарска
2. Анжу-Тарент
3. Анжу-Драч

#### Анжу-Мађарска као грана од Капет-Анжу
Династија Анжу-Мађарска је владала
- Мађарском (1308—1385. и 1386—1395)
- Пољском (1370—1399)

#### Анжу-Тарент као грана од Капет-Анжу
Владали су остацима Латинског царства (1313—1374).

#### Анжу-Драч као грана од Капет-Анжу
Владали су:
- Напуљским краљевством (1382—1435)
- Мађарском (1385—1386).

Линија је изумрла када је умро краљ Ладислав Напуљски 1414, а потпуно је изумрла смрћу његове сестре Јоване II Напуљске 1435. године.

## Валоа-Анжу или Капет-Анжу (млађа)
Млађа грана Капет-Анжу настала је када је француски краљ Јован II Добри из Валоа-Капет гране предао војводство Анжу свом другом сину Лују I Анжујском. Бака Јована II Доброг је била ћерка Карла II Напуљског.
Када је краљица Јована I Напуљска остала без деце одлучила је да прихвати Луја I Анжујског као свог наследника.
У то доба било је могућих наследника из Драчке линије. Две анжујске линије су тиме започеле борбу за Напуљско краљевство.
Драчка линија је била успешнија, али изумирањем те линије 1435, Валоа-Анжу линија је привремено владала Напуљским краљевством. Истерао их је 1442. Алфонс V од Арагона. Последњи војвода те линије умро је 1480. године.